# Hydrelia rubaria
Hydrelia rubaria là một loài bướm đêm trong họ Geometridae.